# نادي اتلتيكو سوروكابا
نادي اتلتيكو سوروكابا لكرة القدم (بالبرتغالية: Clube Atlético Sorocaba‏) ، هو نادي كرة قدم برازيلي، أسس سنة 1991 م.